# KLF11
KLF11‏ (Kruppel like factor 11) هوَ بروتين يُشَفر بواسطة جين KLF11 في الإنسان.